# Vianne
Vianne település Franciaországban, Lot-et-Garonne megyében. Lakosainak száma 980 fő (2022. január 1.). Vianne Thouars-sur-Garonne, Buzet-sur-Baïse, Feugarolles, Lavardac és Mongaillard községekkel határos.

## Népesség
A település népessége az elmúlt években az alábbi módon változott:
| Lakosok száma | 1107 | 1250 | 1336 | 1163 | 1040 | 1029 | 1016 | 995  | 988  | 980  |
|               | 1968 | 1982 | 1990 | 2006 | 2013 | 2015 | 2017 | 2019 | 2020 | 2022 |